# Sylvain Bellenger
Sylvain Bellenger (Valognes, 29 aprile 1955) è uno storico dell'arte e funzionario francese.

## Biografia
Nato nel 1955 a Valognes, piccolo centro della Normandia, compì studi in filosofia presso le Università di Caen e di Paris Nanterre.
Tra il 1984 e il 1985 completò gli studi accademici, conseguendo un master e un dottorato di ricerca in storia dell'arte alla prestigiosa Sorbona di Parigi. 
Nel 1987 fu scelto come direttore del Musée Girodet di Montargis, ruolo che ricoprì fino al 1991. Dal 1992 al 1997 diresse il Castello e i musei di Blois. 
Nel 1998 fu curatore di tre mostre itineranti dedicate a François Mansart, Antoine-Augustin Préault e William Turner, rispettivamente in collaborazione con il Centro storico degli archivi nazionali di Francia e con il Museo d'Orsay.
Direttore dal 1999 del Dipartimento di arte europea e americana del Cleveland Museum of Art, per il quale organizzò la prima retrospettiva del pittore Anne-Louise Girodet, rientrò in Francia nel 2005, anno in cui fu assunto come conservateur en chef du patrimoine dall'Institut National d’Histoire de l’Art di Parigi.
Dal 2012 al 2015 ricoprì il ruolo di curatore del Dipartimento di pittura e scultura europee dal Medioevo al XX secolo dell'Art Institute di Chicago.
Per il Museo d'Orsay organizzò nel 2013 una mostra dedicata alla scultrice romantica Félicie de Fauveau.
Nel 2015 divenne, partecipando a un bando di concorso internazionale, direttore generale del Museo e Real Bosco di Capodimonte di Napoli, incarico che ha ricoperto sino al novembre 2023.

## Riconoscimenti
- 2002 - Cavaliere delle Arti e delle Lettere della Repubblica francese
- 2006 - Cavaliere della Legion d'Onore
- 2021 - Premio Capo D'Orlando
- 2023 - Commendatore di Merito del Sacro Militare Ordine Costantiniano di San Giorgio[7]